# Bernardus Croon
Bernardus Hermanus Croon (* 11. Mai 1886 in Amsterdam; † 30. Januar 1960 ebenda) war ein niederländischer Ruderer.

## Karriere
Croon nahm 1908 an den Olympischen Spielen in London teil. Im Vierer ohne Steuermann gewann er mit seiner Mannschaft die Bronzemedaille.